# Olaf Kölzig
Olaf Kölzig (Johannesburg, 6 aprile 1970) è un allenatore di hockey su ghiaccio, ex hockeista su ghiaccio e dirigente sportivo tedesco.
Ha giocato per gran parte della sua carriera di professionista nei Washington Capitals, da cui si è svincolato nel 2008. In Nord America spesso il suo cognome viene erroneamente scritto come Kolzig.
I suoi soprannomi sono Olie the Golie (in particolare negli Stati Uniti) e Godzilla (in Germania).

## Biografia
Nato in Sudafrica da genitori tedeschi, Kölzig si trasferì nel 1973 in Canada. Non rinunciò mai alla cittadinanza tedesca.
Dopo alcuni anni nella lega giovanile Western Hockey League (si mise in luce per esser stato il primo portiere a mettere a segno una rete nella storia della WHL, il 29 novembre 1989), Kölzig fu selezionato al Draft NHL dai Washington Capitals nel 1989 come prima scelta (19a assoluta).
Dopo le prime due presenze venne girato ai farm team AHL e ECHL per alcuni anni, facendo solo qualche apparizione anche in prima squadra. Le prime soddisfazioni personali furono, nel 1994, la vittoria della Calder Cup (il trofeo consegnato ai vincitori dei play-off AHL) e la nomina ad MVP del torneo.
Già back-up da due stagioni (di Jim Carey prima, di Bill Ranford poi), dal 1997 diventò titolare fra i pali di Washington: Ranford si infortunò dopo pochi incontri e Kölzig poté mettersi in luce; in quella stessa stagione raggiunse la finale di Stanley Cup, persa tuttavia contro i Detroit Red Wings.
Con la maglia della nazionale tedesca ha esordito alla World Cup of Hockey del 1996, venendo poi confermato per i mondiali del 1997; fu nuovamente convocato per i XVIII Giochi olimpici invernali di Nagano (1998).
Nel 2000 gli è stato assegnato il Vezina Trophy come miglior portiere della stagione, grazie anche alle 41 vittorie in 73 partite, condite da 5 shutout.
La sua unica stagione lontana da Washington fu quella del Lockout: nel 2004-05 giocò nella Deutsche Eishockey-Liga con gli Eisbären Berlin. Ritornò in nazionale per i mondiali del 2004, e soltanto un infortunio rimediato proprio poco prima dei play-off gli impedì di giocare quelli del 2005.
Ai XX Giochi olimpici invernali di Torino 2006 si mise in luce per aver bloccato un rigore di Milan Hejduk nella partita contro la Rep. Ceca.
Nel 2007 ha avuto il suo primo grave infortunio in carriera (rottura del legamento collaterale del ginocchio): fino ad allora aveva saltato un totale di 18 incontri, e mai più di 4 in fila.
Dopo che, nel febbraio 2008, i Capitals acquistarono Cristobal Huet, Kölzig perse il posto da titolare, ed al termine della stagione non rinnovò il contratto. Fu messo sotto contratto dai Tampa Bay Lightening, come riserva di Mike Smith.
Il 28 gennaio 2009 si infortunò nuovamente in maniera grave, con la rottura di un tendine del braccio sinistro, che lo costrinse a chiudere anzitempo la stagione. Il 4 marzo 2009 fu scambiato da Tampa (assieme a Jamie Heward, Andy Rogers e la 4a scelta del successivo draft) per Richard Petiot, approdando così ai Toronto Maple Leafs, con cui però non scese mai in campo; a fine stagione rimase senza contratto, ed il 23 settembre dello stesso anno annunciò il ritiro.
Molto impegnato nel sociale, con Byron Dafoe e Scott Mellanby ha dato vita alla fondazione Athletes Against Autism che svolge attività in favore dei ragazzi autistici.

## Palmarès

### Club
- Calder Cup: 1

Portland: 1993-1994

### Individuale
- Jack A. Butterfield Trophy: 1

1993-1994
- Harry "Hap" Holmes Memorial Award: 1

1993-1994
- NHL All-Star Game: 2

1998, 2000
- Vezina Trophy: 1

1999-2000
- NHL First All-Star-Team: 1

1999-2000
- King Clancy Memorial Trophy: 1

2005-2006